# Saint-Sauveur (Gironde)
Saint-Sauveur is een gemeente in het Franse departement Gironde (regio Nouvelle-Aquitaine). De plaats maakt deel uit van het arrondissement Lesparre-Médoc. Saint-Sauveur telde op 1 januari 2022 1.262 inwoners.

## Geografie
De oppervlakte van Saint-Sauveur bedroeg op 1 januari 2022 21,89 vierkante kilometer; de bevolkingsdichtheid was toen 57,7 inwoners per km².

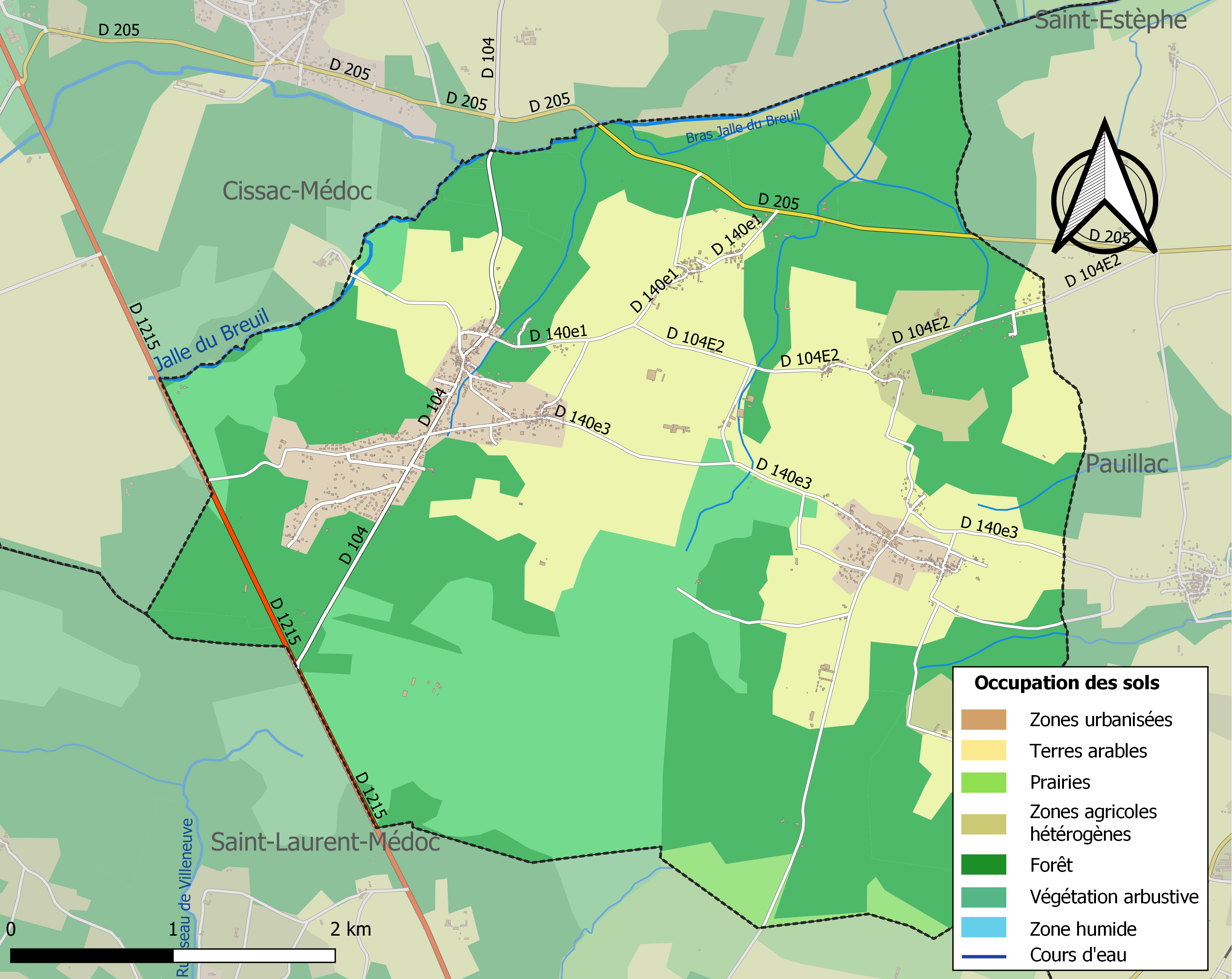
Kaart van de gemeente met belangrijkste infrastructuur, bodemgebruik en omliggende gemeenten

## Demografie
Onderstaande figuur toont het verloop van het inwonertal (bron: INSEE-tellingen).